# Kruče
Kruče (cyr. Круче) – wieś w Czarnogórze, w gminie Ulcinj. W 2011 roku liczyła 133 mieszkańców.